# Peix escorpí radiat

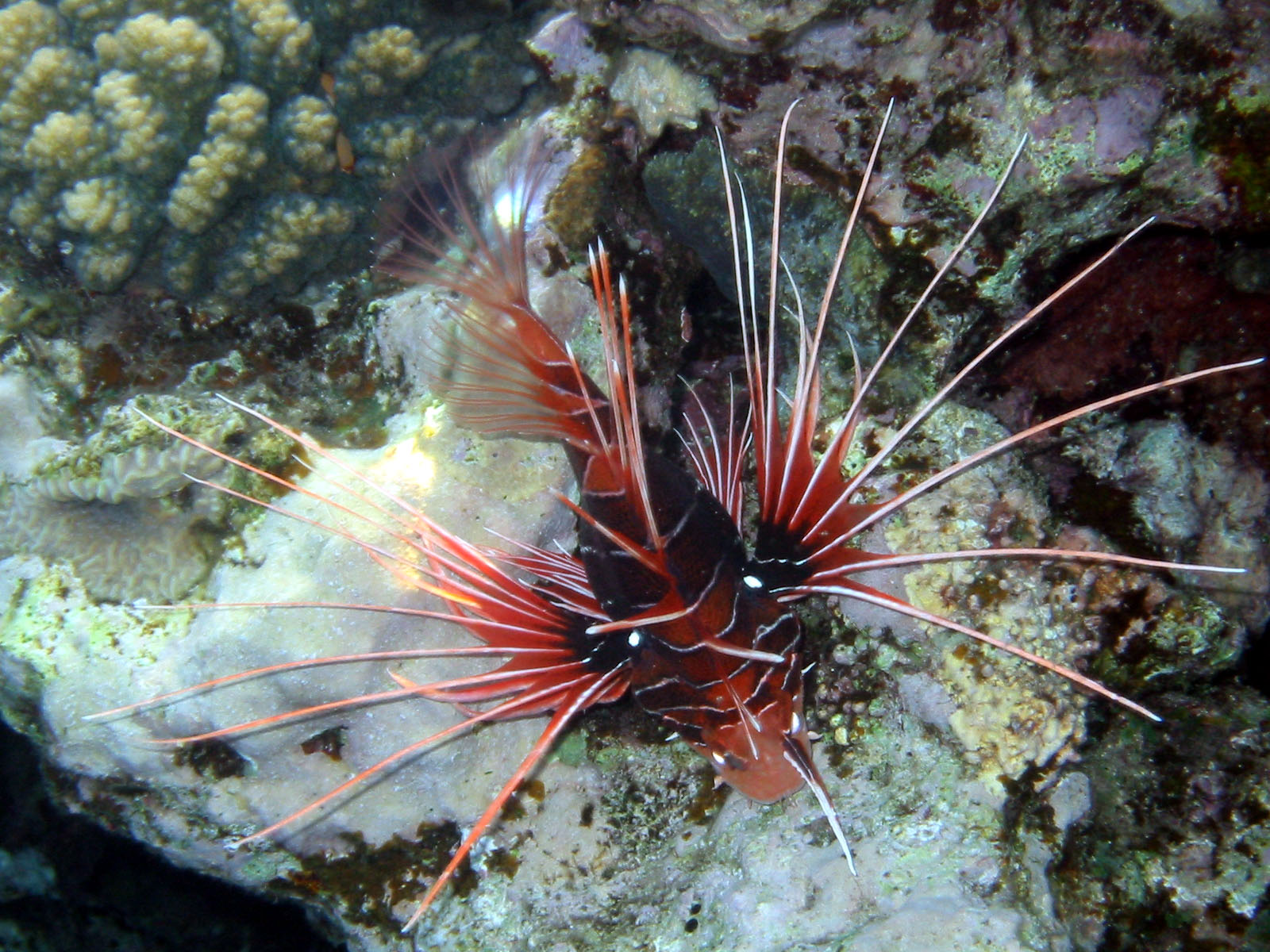
Vista superior d'un exemplar al mar Roig

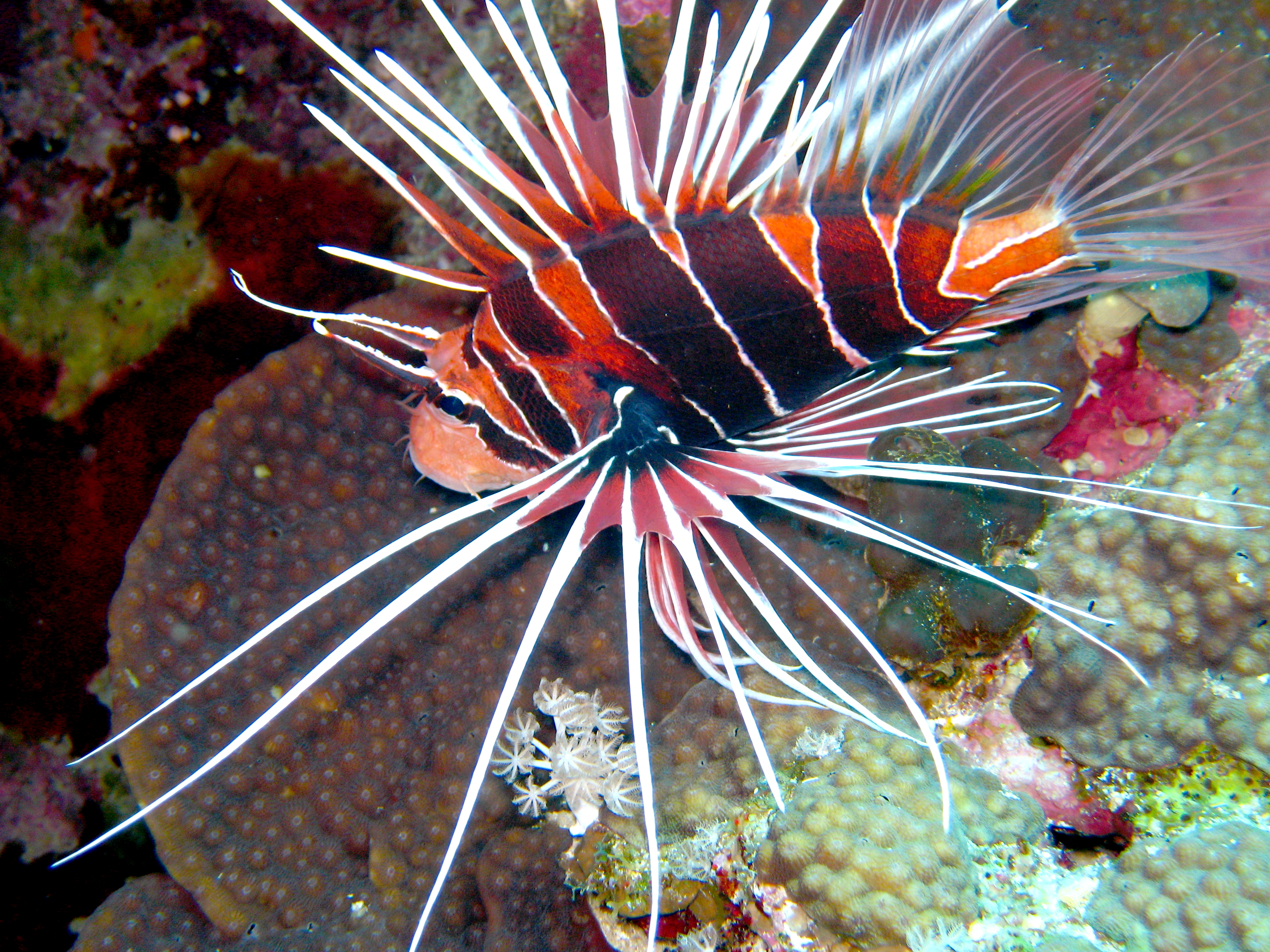
Vista lateral

El peix escorpí radiat (Pterois radiata) és una espècie de peix pertanyent a la família dels escorpènids.

## Descripció
- Fa 24 cm de llargària màxima (normalment, en fa 20).
- És vermellós tirant a marró i amb 5-6 franges amples fosques en el cos separades per línies pàl·lides.[3][4][5]

## Alimentació
Menja només crancs i gambes.

## Hàbitat
És un peix marí, associat als esculls de corall i de clima tropical (32°N-30°S) que viu entre 1-30 m de fondària.

## Distribució geogràfica
Es troba des del mar Roig fins a la badia de Sodwana (Sud-àfrica), les illes de la Societat, les illes Ryukyu i Nova Caledònia.

## Observacions
És verinós per als humans i capaç d'infligir una picada dolorosa.